# Giáo đường Do Thái Zasanie
```
Giáo đường Do Thái Zasanie
, (
tiếng Ba Lan
: 
Synagoga Zasańska
), nằm ở 
Przemyśl
, 
Ba Lan
, là giáo đường duy nhất ở Przemyśl được xây dựng ở bờ phía tây của 
sông San
. Nó phục vụ như một ngôi nhà cầu nguyện trong 30 năm cho đến 
Thế chiến thứ hai
. Ngày nay, nó là một trong hai tòa nhà hội đường còn lại ở Przemyśl. Cái còn lại là 
Giáo đường Do Thái mới (Przemyśl)
.
```

## Lịch sử
Giáo đường được xây dựng bởi "Hội thờ cúng nhà Do Thái ở Zasanie", Zasanie là quận của Przemyśl nằm ở bờ tây sông San. Xây dựng được bắt đầu vào năm 1892 và cuối cùng nó đã mở cửa vào năm 1909.
Năm 1939, khi khu vực này nằm dưới sự chiếm đóng của Đức Quốc xã, nó đã bị biến thành một nhà máy điện tạm thời. Sau chiến tranh, tòa nhà được sử dụng làm nhà để xe, đầu tiên là dành cho xe buýt và sau đó là xe cứu thương.
Năm 1994, đã có những nỗ lực đã được thực hiện để mua lại tòa nhà và chuyển nó thành một phòng trưng bày nghệ thuật và trung tâm cho các nghệ sĩ của Przemyśl. Tòa nhà được đặt theo tên của một nghệ sĩ Do Thái Przemyzl nổi tiếng và bao gồm một cuộc triển lãm thường trực để kỷ niệm những đóng góp của người Do Thái Przemyśl, lịch sử của họ và hiển thị hình ảnh và kế sách của Holocaust. Tuy nhiên, vào năm 2005, nó đã được mua lại bởi một doanh nhân tư nhân địa phương Robert Błażkowski. Hiện tại tòa nhà vẫn bị phá hủy, đóng cửa và bỏ hoang.

### Hình ảnh
- Giáo đường Zasanie ở Przemysl, 1999 Lưu trữ ngày 5 tháng 6 năm 2011 tại Wayback Machine
- Giáo đường Do Thái cũ Zasanie, 2006